# Elena Cecchini
Elena Cecchini (Udine, 25 maggio 1992) è una ciclista su strada e pistard italiana che corre per il Team SD Worx.
Affiliata al Gruppo Sportivo Fiamme Azzurre, ha vinto cinque titoli nazionali su strada, tre in linea, nel 2014, 2015 e 2016, e due a cronometro, nel 2018 e 2019. Si è inoltre aggiudicata la medaglia d'oro a cronometro ai Giochi del Mediterraneo 2018 a Tarragona.

## Palmarès

### Strada
- 2009 (Juniores, S.C. Vecchia Fontana)

San Vigilio di Concesio WJ
Osimo Stazione WJ
Campionati italiani, Prova in linea Juniores
Campionati europei, Prova in linea Juniores
Magreta di Formigine WJ
- 2010 (Juniores, S.C. Vecchia Fontana)

Villadose WJ
- 2011 (Forno d'Asolo-Colavita, una vittoria)

1ª tappa Ronde de Bourgogne (Montbard)
- 2012 (MCipollini-Giambenini, due vittorie)

1ª tappa Trophée d'Or (Saint-Amand-Montrond > Mehun-sur-Yèvre)
Classifica generale Trophée d'Or
- 2014 (Estado de México-Faren, una vittoria)

Campionati italiani, Prova in linea (con le Fiamme Azzurre)
- 2015 (Lotto-Soudal Ladies, due vittorie)

2ª tappa Festival Luxembourgeois Elsy Jacobs (Garnich)
Campionati italiani, Prova in linea (con le Fiamme Azzurre)
- 2016 (Canyon-SRAM Racing, due vittorie)

Campionati italiani, Prova in linea (con le Fiamme Azzurre)
Classifica generale Thüringen Rundfahrt
- 2018 (Canyon-SRAM Racing, tre vittorie)

2ª tappa Thüringen Tour (Meiningen > Meiningen)
Giochi del Mediterraneo, Prova a cronometro (con la Nazionale italiana)
Campionati italiani, Prova a cronometro (con le Fiamme Azzurre)
- 2019 (Canyon-SRAM Racing, due vittorie)

6ª tappa Thüringen Tour (Altenburg > Altenburg)
Campionati italiani, Prova a cronometro (con le Fiamme Azzurre)

#### Altri successi
- 2014 (Estado de México-Faren)

Classifica sprint Tour de l'Ardèche
- 2015 (Lotto-Soudal Ladies)

Classifica sprint Tour de San Luis
- 2018 (Canyon-SRAM Racing)

Campionati del mondo, Cronometro a squadre
- 2021 (Team SD Worx)

Campionati europei, Staffetta mista (con la Nazionale italiana)
- 2024 (Team SD Worx-Protime)

Campionati europei, Staffetta mista (con la Nazionale italiana)

### Pista
- 2010 (Juniores)

Campionati europei Juniores/U23, Corsa a punti Juniores
Campionati italiani, Inseguimento a squadre Juniores (con Beatrice Bartelloni e Giulia Donato)
Campionati italiani, Corsa a punti Juniores
- 2012

Classifica generale Coppa del mondo 2011-2012, Corsa a punti
- 2013

Tre Giorni Aigle, Corsa a punti
Campionati italiani, Inseguimento a squadre (con Beatrice Bartelloni, Tatiana Guderzo e Marta Tagliaferro)
Campionati italiani, Corsa a punti
- 2014

Campionati europei Juniores/U23, Corsa a punti Under-23
Campionati italiani, Inseguimento a squadre (con Beatrice Bartelloni, Tatiana Guderzo e Marta Tagliaferro)
- 2015

Campionati italiani, Inseguimento a squadre (con Marta Bastianelli, Simona Frapporti, Tatiana Guderzo e Marta Tagliaferro)
- 2016

Campionati italiani, Derny

## Piazzamenti

### Grandi Giri
- Giro d'Italia

2013: non partita (4ª tappa)
2015: 24ª
2016: non partita (8ª tappa)
2017: 17ª
2018: 56ª
2020: 44ª
2021: 56ª
2022: 41ª
2023: non partita (7ª tappa)
2024: 71ª
- Tour de France

2023: 95ª
- Vuelta a España

2023: 78ª
2024: 56ª

### Competizioni mondiali
- Campionati del mondo su strada

Mosca 2009 - In linea Juniores: 5ª
Copenaghen 2011 - In linea Elite: 109ª
Limburgo 2012 - In linea Elite: 38ª
Toscana 2013 - Cronosquadre: 15ª
Ponferrada 2014 - In linea Elite: 55ª
Richmond 2015 - In linea Elite: 18ª
Doha 2016 - Cronosquadre: 2ª
Doha 2016 - Cronometro Elite: 15ª
Doha 2016 - In linea Elite: 90ª
Bergen 2017 - Cronosquadre: 4ª
Bergen 2017 - In linea Elite: 10ª
Innsbruck 2018 - Cronosquadre: vincitrice
Innsbruck 2018 - In linea Elite: ritirata
Yorkshire 2019 - Staffetta mista: 4ª
Yorkshire 2019 - In linea Elite: 24ª
Imola 2020 - In linea Elite: ritirata
Fiandre 2021 - Staffetta mista: 3ª
Fiandre 2021 - In linea Elite: 95ª
Wollongong 2022 - Staffetta mista: 2ª
Wollongong 2022 - In linea Elite: 48ª
Glasgow 2023 - In linea Elite: 30ª
- Coppa del mondo su strada/World Tour

2012: 121ª
2013: 53ª
2014: 11ª
2015: 11ª
2016: 21ª
2017: 13ª
2018: 26ª
2019: 34ª
2020: 38ª
2021: 34ª
- Giochi olimpici

Rio de Janeiro 2016 - In linea: 20ª
Parigi 2024 - In linea: 25ª
- Campionati del mondo su pista

Melbourne 2012 - Scratch: 10ª
Cali 2014 - Inseguimento a squadre: 11ª
Londra 2016 - Corsa a punti: 11ª
- Campionati del mondo gravel

Veneto 2023 - Elite: 17ª
Belgio 2024 - Elite: 30ª

### Competizioni europee
- Campionati europei su strada

Hooglede-Gits 2009 - In linea Juniores : vincitrice
Olomouc 2013 - In linea Under-23: 19ª
Nyon 2014 - In linea Under-23: 2ª
Glasgow 2018 - In linea Elite: 4ª
Alkmaar 2019 - In linea Elite: 2ª
Plouay 2020 - In linea Elite: 9ª
Plouay 2020 - Staffetta mista: 3ª
Trento 2021 - Staffetta mista: vincitrice
Trento 2021 - In linea Elite: 25ª
Monaco di Baviera 2022 - In linea Elite: 60ª
Drenthe 2023 - Staffetta mista Elite: 2ª
Drenthe 2023 - In linea Elite: 24ª
Limburgo 2024 - Staffetta mista Elite: vincitrice
Limburgo 2024 - In linea Elite: 61ª
- Campionati europei su pista

San Pietroburgo 2010 - Corsa a punti Juniores: vincitrice
San Pietroburgo 2010 - Inseguimento a squadre Juniores: 2ª
Anadia 2011 - Corsa a punti Under-23: 5ª
Anadia 2012 - Corsa a punti Under-23: 2ª
Panevėžys 2012 - Corsa a punti Elite: 7ª
Anadia 2013 - Inseguimento a squadre Under-23: 3ª
Anadia 2013 - Scratch Under-23: 10ª
Anadia 2013 - Corsa a punti Under-23: 9ª
Apeldoorn 2013 - Corsa a punti Elite: 7ª
Anadia 2014 - Inseguimento a squadre Under-23: 3ª
Anadia 2014 - Scratch Under-23: 3ª
Anadia 2014 - Corsa a punti Under-23: vincitrice
Baie-Mahault 2014 - Scratch Elite: 3ª
Baie-Mahault 2014 - Corsa a punti Elite: 3ª
- Giochi europei

Baku 2015 - In linea: 11ª
- Campionati europei gravel

Belgio 2023 - Elite: 4ª
Italia 2024 - Elite: 14ª

## Riconoscimenti
- Giro d'onore della Federazione Ciclistica Italiana nel 2012[2]